# Виктор Брак
Виктор Херман Брак (9. новембар 1904 — 2. јун 1948) је био нацистички ратни злочинац, организатор програма еутаназије, Акција Т4, у оквиру кога су нацисти систематски убијали Немце и Аустријанце са инвалидитетом или заостале у развоју. Након тога, Брак је био један од одговорних за убијање Јевреја у гасним коморама у логорима смрти. Договарао се са Одилом Глобочником око практичних детаља спровођења Коначног решења. Брак је осуђен на смрт 1947. године и смртна казна је извршена 1948. године.

## Историја
Брак је рођен у породици која је припадала средњој класи у Харену (данас део Ахена) у провинцији Рајна. Похађао је локалне школе.
1929, са 25 година, Брак је постао члан НСДАП и СС. До 1936, је постао начелник Одељења 2 (Amt II) у Хитлеровој канцеларији у Берлину. Ова канцеларија се бавила питањима министарстава Рајха, оружаних снага, нацистичке партије, захтева за помиловање и жалби упућених Хитлеру из свих делова Немачке. 9. новембра 1940, Брак је унапређен у чин СС-оберфирер.
У децембру 1939, Брак је задужио Аугуста Бекера да организује операцију убијања гасом менталних болесника и других људи за које су нацисти сматрали да живе „животом недостојним живљења“. Ова операција је касније постала позната као Акција Т4. Програм је био заснован на идејама еугенике и унапређења расе, у смислу недозвољавања менталним болесницима да остављају потомство. Првобитно, доктори у овом програму су стерилисали такве људе. Касније су убили готово 15.000 немачких држављана у болници Хамадар.
Након рата, током Докторског суђења 1947. у Нирнбергу, Брак је сведочио да му је након 1941, кад је истребљивање Јевреја било у пуном јеку, Хајнрих Химлер наредио да контактира лекаре из програма еутаназије како би нашли начин да стерилишу младе, снажне Јевреје погодне за коришћење као радна снага у немачком ратном напору. Циљ је био да се развије метод којим би жртва била стерилисана а да тога уопште не буде свесна.
У марту 1941, Брак је испунио овај задатак и припремио извештај за Химлера. Описао је метод масовне стерилизације коришћењем икс-зрака без знања жртава све док ефекти не би постали очигледни.
23. јуна 1942, Брак је написао следеће писемо Химлеру:
Драги Рајхсфиреру, међу десетинама милиона Јевреја у Европи, постоји, ценим, најмање два до три милиона мушкараца и жена који су довољно снажни да раде. Узевши у обзир ванредне тешкоће проблема радне снаге са којим се суочавамо, становишта сам да би ова два до три милиона требало да буду посебно селектовани и очувани. Ово се, међутим, једино може урадити ако би у исто време они били учињени неспособним за размножавање. Пре око годину данам сам Вам послао извештај у коме сам навео да су моји агенти извршили експерименте потребне за ову сврху. Желео бих да још једном истакнем те чињенице. Стерилизација, која се обично обавља на особама са наследним обољењима, овде не долази у обзир, јер одузима сувише времена и сувише је скупа. Кастрација путем икс-зрака међутим је не само релативно јефтина, него такође може бити спроведена над хиљадама људи у најкраћем периоду. Мислим да је у овом тренутку већ небитно да ли ће ти људи постати свесни да су били кастрирани након неколико недеља или месеци, када почну да осећају ефекте. Ако Ви, Рајхсфиреру, одлучите да одаберете овај пут у интересу очувања радне снаге, онда ће се Рајхслајтер Боулер припремити да Вам стави на располагање све лекаре и друго неопходно особље за овај посао. Такође, он је тражио да вас обавестим да би онда ја морао да наручим уређаје толико ургентно потребне са највећом хитношћу.
Хајл Хитлер! Ваш
ВИКТОР БРАК.
Након овог писма, Химлер је наредио да се процедура испита на затвореницима у Аушвицу. Како је Брак премештен у СС дивизију, његов заменик Бланкенбург је спровео овај задатак и „одмах спровео неопходне мере и ступио у контакт са шефовима главних канцеларија концентрационих логора“

## Суђење у Нирнбергу
Јеврејско-француски лекар, логораш у Аушвицу од септембра 1943. до јануара 1945. године, је на Докторском суђењу у Нирнбергу сведочио да су стерилизацију јеврејских логораша у логору Биркенау спроводили СС лекари. Он је након операција лечио готово 100 мушкараца Пољака који су стерилисани у Биркенауу. По сведочењу, људе из ове групе су касније кастрирали логорски лекари.
У каснијим доказима, постоји сведочење да су и жртве из других непожељних група стерилисане излагањем врло великим дозама икс-зрака током неколико минута. Касније су кастрирани.
На Докторском суђењу у Нирнбергу, Брак је осуђен за убиства у оквиру програма еутаназије. Програм је касније примењен као позната „Акција 14ф13“; истребљење логораша у концентрационим логорима који нису способни за рад. Брак је убијен вешањем у затвору Ландсберг у Ландсбергу на Леху 2. јуна, 1948. године.